# Tredici fattorie

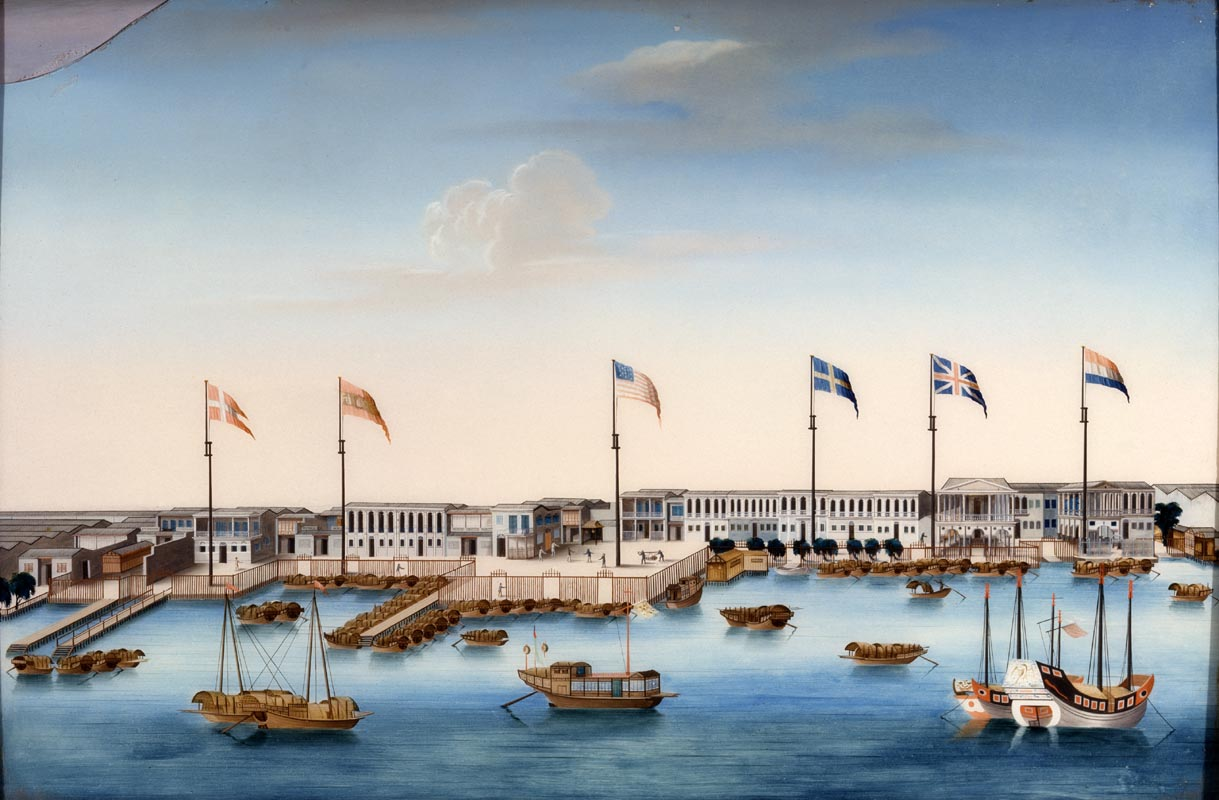
Le Tredici fattorie di Canton (c. 1805).
Si riconoscono le bandiere di Danimarca, Spagna, Stati Uniti, Svezia, Gran Bretagna e Paesi Bassi.

Le Tredici fattorie (zh. 十三行T, lett. "Tredici case di commercio"), in italiano tradotte anche Tredici industrie e conosciute anche come Fattorie di Canton), erano un quartiere lungo il Fiume delle Perle nel sud-ovest di Canton-Guangzhou, a sud della cinta muraria cittadina, al tempo della dinastia Qing (1636-1912), presso l'odierna Xiguan (distretto di Liwan), di magazzini e negozi che costituirono il principale e unico sito legale del commercio occidentale con la Cina dal 1757 al 1842.
Le fattorie furono distrutte accidentalmente da un incendio nel 1822 e poi sistematicamente durante le guerre dell'oppio (nel 1841 - Prima guerra dell'oppio - e nel 1856 - Seconda guerra dell'oppio -). L'importanza di questi stabilimenti diminuì sensibilmente dopo l'apertura dei c.d. "Porti del trattato" e la fine del Sistema di Canton conseguenti al trattato anglo-cinese di Nanchino del 1842. Dopo la Seconda guerra dell'oppio (1856–1860), le fattorie non furono ricostruite nel sito originario ma si trasferirono: prima sull'isola di Henan nel fiume e poi sull'isola di Shamian a sud della periferia occidentale di Canton.
Il vecchio sito delle Tredici fattorie fa oggi parte del Parco culturale di Canton.

## Terminologia

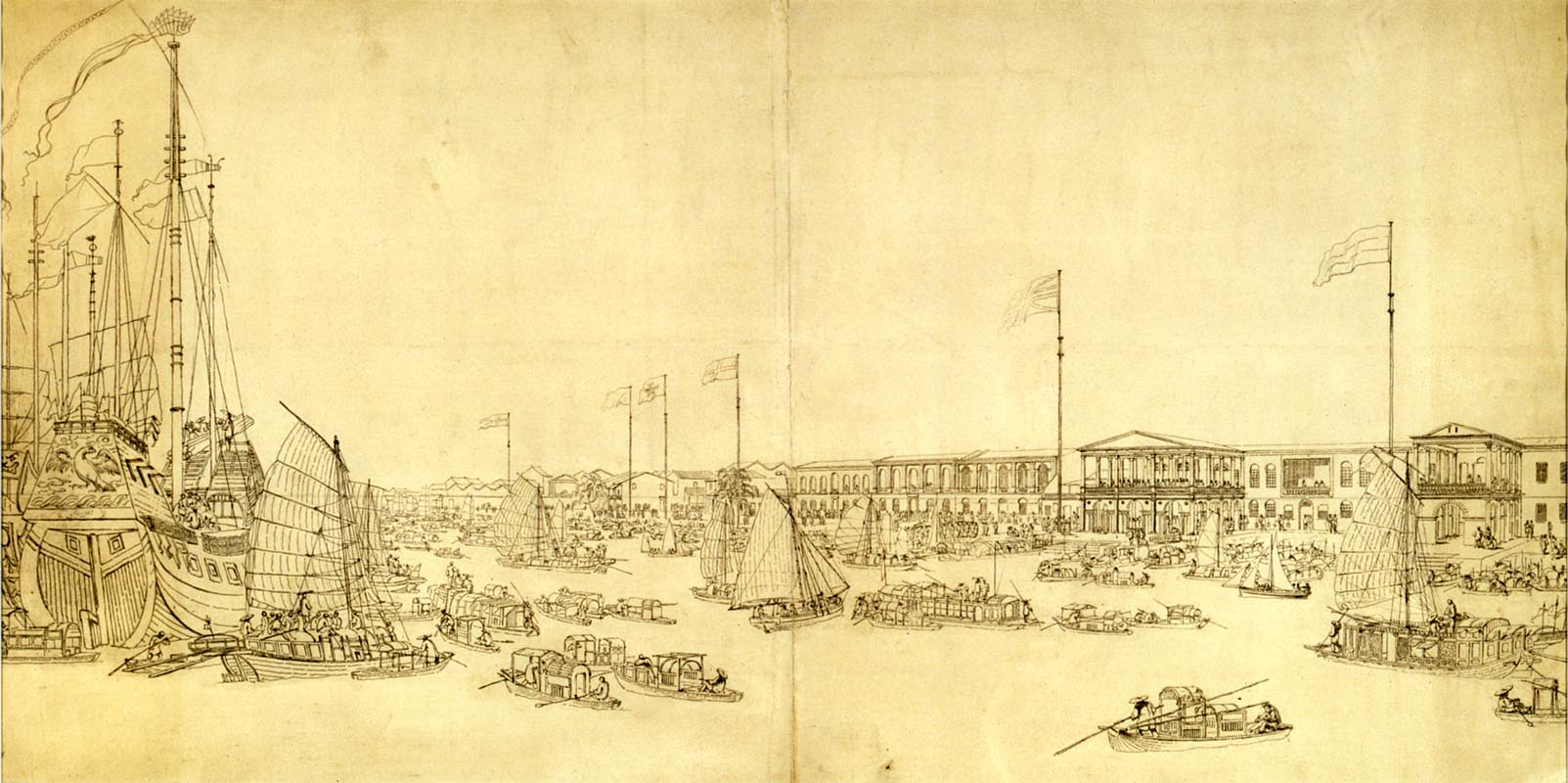
Le fattorie europee a Canton - schizzo di William Daniell (c. 1785).

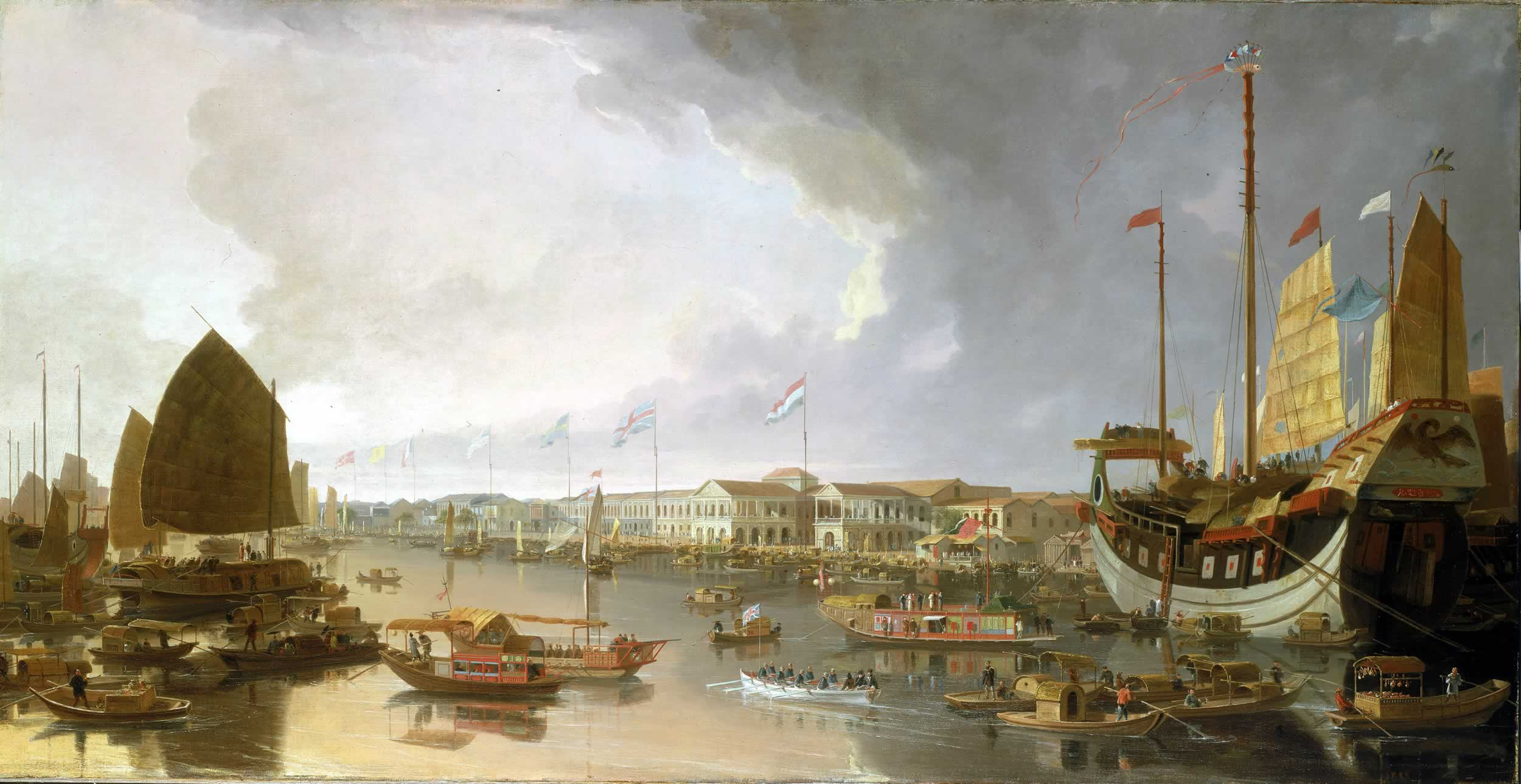
Veduta delle fattorie di Canton - dipinto di William Daniell (c. 1805).

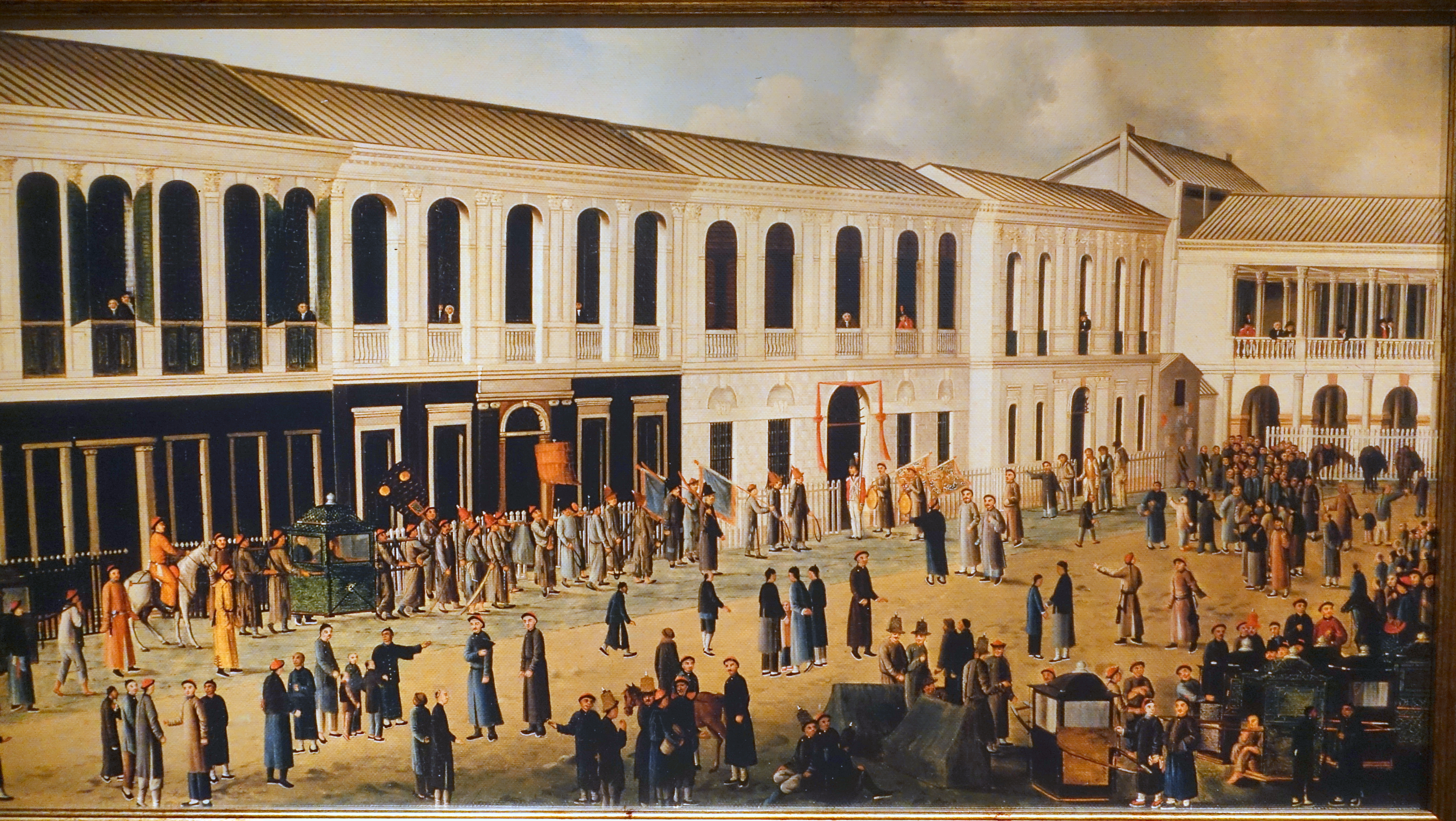
Le Tredici fattorie di Canton (c. 1807).

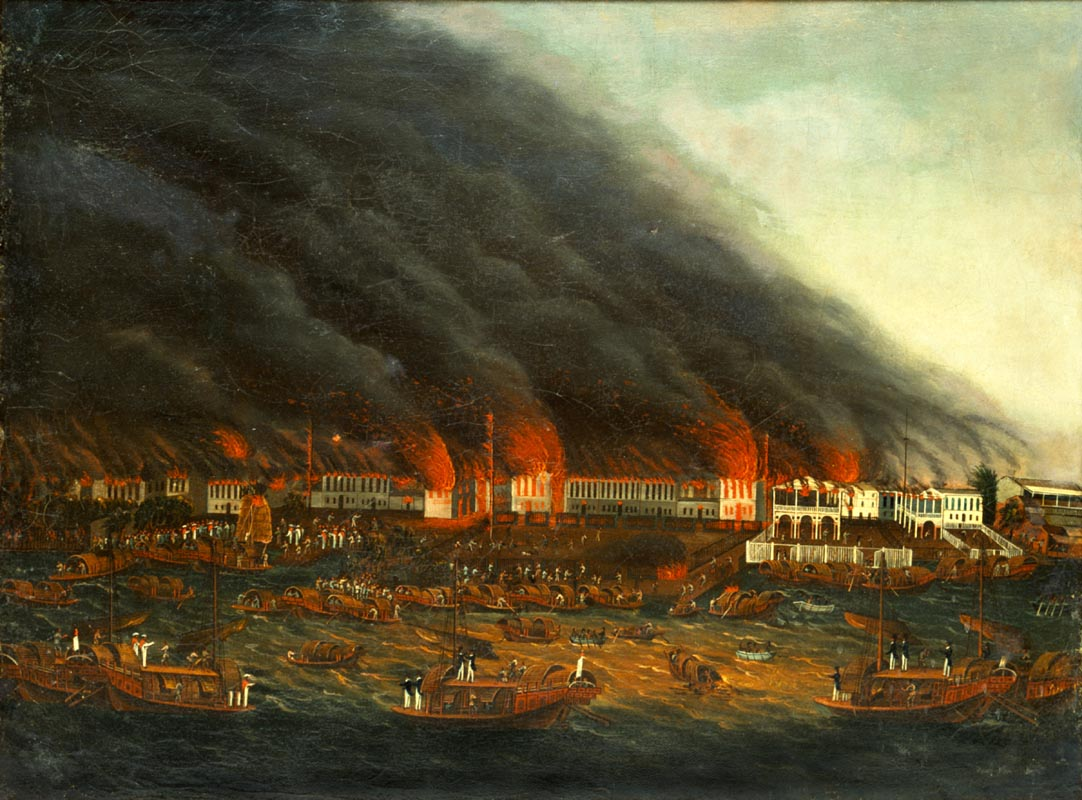
L'incendio delle fattorie del 1822.

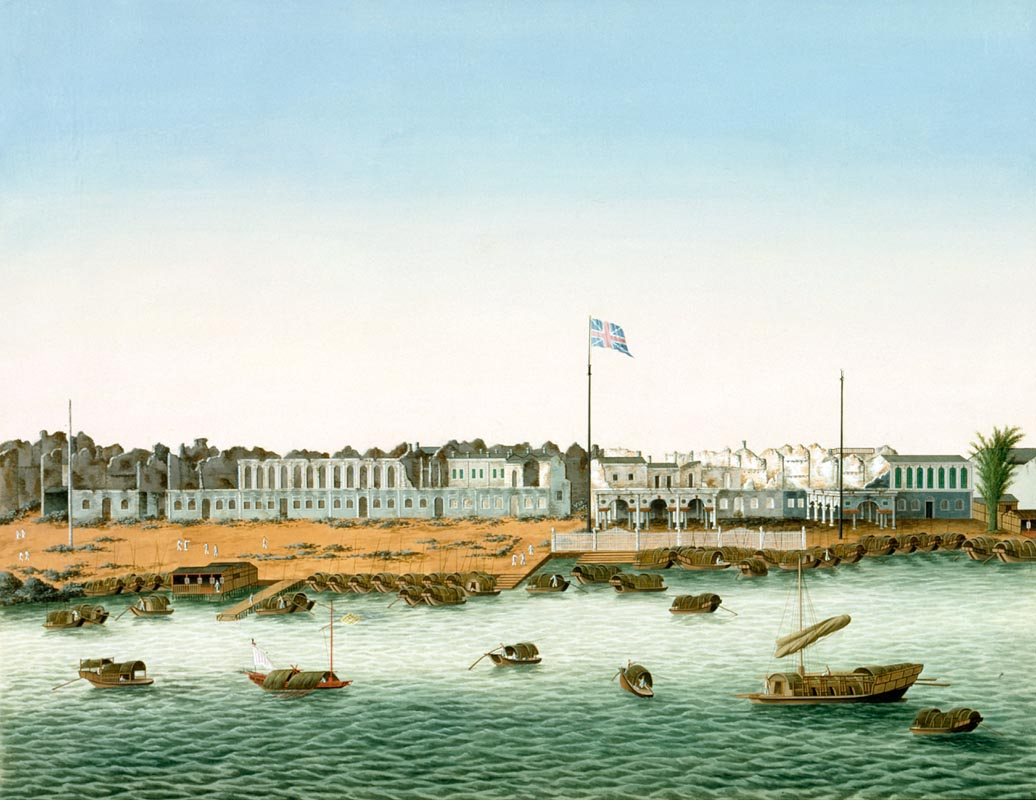
Le rovine delle fattorie dopo l'incendio del 1822.

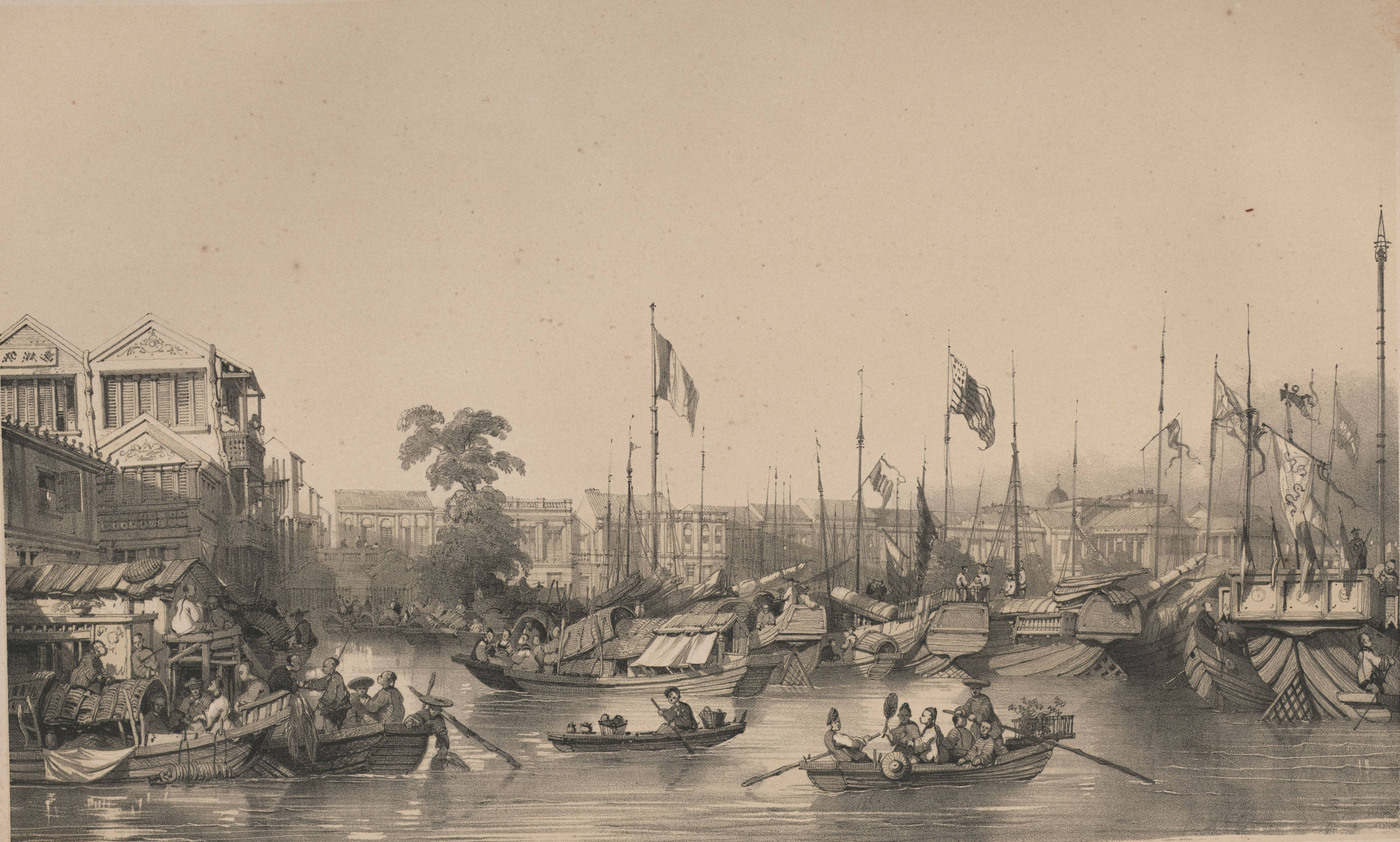
Le fattorie europee di Canton - incisione di Auguste Borget, 1840.

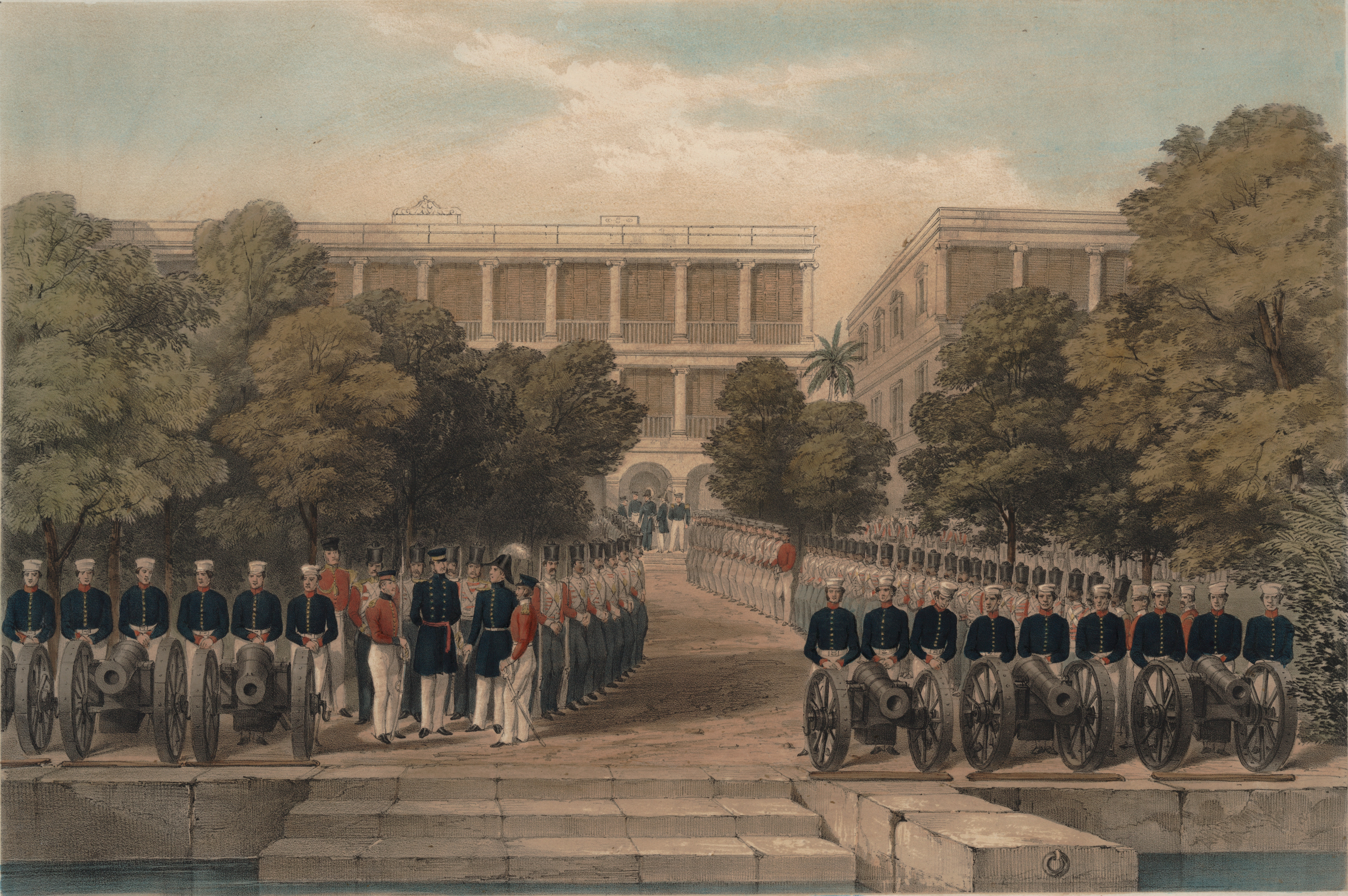
Le truppe britanniche salutano il viceré Kiyeng nel 1847.

La fattoria (dal latino facere , "fare"; pt feitoria; in olandese factorij; fr factorerie/comptoir ) era il nome utilizzato nel Medioevo e nella Prima età moderna per una agenzia commerciale che era essenzialmente una prima forma di zona di libero scambio o punto di trasbordo. In una fattoria, gli abitanti locali potevano interagire con mercanti stranieri, spesso noti come "fattori". Stabilite per la prima volta in Europa, le fattorie si sono poi diffuse in molte altre parti del mondo. Una fattoria fungeva contemporaneamente da mercato, magazzino, dogana, supporto logistico della navigazione esplorativa, quartier generale o governo de facto delle comunità locali laddove sprovviste di una struttura politico-militare in grado di arginare l'influenza degli europei. Le fattorie stabilite dagli Stati europei in Africa, Asia e America a partire dal XV secolo divennero a tutti gli effetti territorio dipendente della madrepatria, fungendo, in ottica retrospettiva, da precursori del Colonialismo.
Gli agenti stranieri erano conosciuti all'epoca come "supercargo" in inglese e come 大班T, Da BanP in cinese. La pronuncia cantonese del sinogramma 大班, Tai-Pan, passò in uso in inglese solo dopo l'ascesa del commercio privato a partire dal 1834. Il capitano di un piccolo mercantile poteva essere anche il supercargo; un grande mercantile, es. una classe East Indiaman, poteva invece avere cinque o più supercargo, classificati come "capo supercargo", "secondo supercargo", ecc. Nel loro insieme, i supercargo si dividevano le attività: alcuni supervisionavano le vendite, altri gli acquisti di tè, seta, ecc. I supercargo permanenti potevano dividere il loro lavoro in base all’ordine di arrivo delle navi. I contabili che li frequentavano erano chiamati "scrittori"; quelli in servizio sulla nave, che controllavano anche questi conti, i "commissari di bordo".
"Hong", pronuncia cantonese del sinogramma 行, significa "attività dotata di regolare licenza". Per analogia venne applicato all'intermediario commerciale che deteneva la Hong, e alle sue proprietà, le fabbriche stesse. È stato anche suggerito che Hong fosse applicato inizialmente alle fattorie stesse poiché disposte in fila lungo la riva del fiume, essendo "fila"/"rango" un significato alternativo del carattere cinese.
l'Amministratore delle dogane di Canton (zh. 粵海關部T, 粤海关部S, Yuèhǎi guānbù jiàn dùP yue. jyut6 hoi2 gwaan1 bou6 gaam1 duk1), informalmente noto come "Hoppo", era l'ufficio responsabile delle dogane imperiali che supervisionava l'operato degli Hong. La parola è un'anglicizzazione che taluni ipotizzano derivare da Hu Bu (Consiglio delle entrate) anche se il funzionario non aveva alcun collegamento con tale ufficio. Lo Hoppo, originariamente un ufficio istituito dai Qing per sorvegliare i grandi porti della Cina meridionale, aveva il compito di fissare le tasse riscosse quando una nave entrava nel porto, responsabilità che gli permise di diventare piuttosto ricco.

## Storia
A partire dalla dinastia Ming (1368–1644), una serie di 海禁T, HaijinP, lett. "Bando [del] mare", i.e. divieti marittimi, limitarono il commercio estero della Cina, tentando a volte di vietarlo completamente. Nel 1684, l'imperatore Qing Kangxi (r. 1661–1722) permise agli stranieri di commerciare con la Cina nei quattro grandi porti di Canton, Xiamen, Songjiang e Ningbo. A Canton, i commercianti "barbari" giungevano lungo la rotta obbligata dai venti monsonici: arrivavano tra giugno e settembre, conducevano i loro affari dopodiché ripartivano tra novembre e febbraio. Le navi straniere erano ancorate a valle della città, a Pazhou (allora conosciuta come "Whampoa"), e gli affari erano condotti nella periferia occidentale di Canton, al di fuori della cinta muraria cittadina. Agli occidentali era inoltre richiesto di lavorare tramite l'intermediazione degli Hong che ne garantivano sia la buona condotta sia l'assolvimento dei loro obblighi fiscali. Gli Hong erano anche proprietari e locatori dei magazzini e degli appartamenti di cui gli stranieri erano obbligati ad usufruire. Nella pratica, gli stranieri spesso sfuggivano a queste restrizioni ma il sovrintendente doganale, il sopracitato Hoppo, era molto attento a farle rispettare ai rappresentanti delle grandi compagnie (es. la EIC) coinvolti negli affari più lucrosi. Il carico d'andata era scaricato dalle navi occidentali dall'equipaggio delle stesse, mentre il carico di ritorno era movimentato e allocato a spese degli Hong tramite le loro barche. Per evitare furti o pirateria in quest'ultima fase, i commercianti stranieri assegnavano alcuni dei loro marinai ai barconi cinesi come guardie.
Nel 1686, agli occidentali fu permesso di affittare alloggi nel quartiere ove poi sorsero le fattorie per scampare l'inconveniente di dover tornare a Pazhou ogni notte per il coprifuoco. La maggior parte dei supercargo e dei loro assistenti/contabili rimasero così nelle fattorie, mentre l’equipaggio (al netto di eventuali guardie o licenza a terra) restavano sulle navi ed i capitani facevano la spola tra le navi e le fattorie. Un comprador cinese assumeva il personale cinese di ogni fattoria ed acquistava le provviste da venditori locali. I supercargo di carriera a volte disponevano do proprio personale o schiavi. Un altro comprador s'occupava delle provviste delle navi a Pazhou, dove le donne dei sampan s'affollavano intorno ai legni stranieri offrendo servizi di lavanderia ed altro ai marinai. Poche settimane prima della partenza, l'equipaggio si recava alle fattorie in turni di pochi giorni ciascuno per il permesso a terra, scortato da alcuni ufficiali della nave. Hog Lane era fiancheggiata da stand con la facciata aperta e negozi che li rifornivano, vendendo cibo, bevande, vestiti e "chowchow" (i.e. primizie), ed era sorvegliato da guardie cinesi di stanza ad entrambe le estremità del vicolo. All'inizio i supercargo andavano e venivano con le navi ma nel corso del XVIII secolo le aziende iniziarono ad affittare gli spazi delle fattorie tutto l'anno per evitare di essere spostate al loro ritorno. Ai supercargo fu quindi permesso di rimanere alcune settimane sulle navi della loro compagnia per condurre affari per la stagione successiva; dopodiché furono obbligati a trasferirsi a Macao per tutta la primavera e l'estate fino all'arrivo della nave successiva. Nel 1760, ogni compagnia delle Indie aveva dei supercargo permanenti e le stanze venivano affittate anche a Macao tutto l'anno.
A metà degli anni 1750, la EIC iniziò a scalpitare sotto i vincoli dei Qing, cercando porti più vantaggiosi e meno corrotti (v.si il c.d. "Affare Flint") ma prefigurando il drastico calo del gettito tributario cantonese, oltre al timore della creazione di una seconda Macao, la Corte a Pechino convinse l'imperatore Qing Qianlong (r. 1735–1796) ad emanare un suo haijin che, nel 1757, chiuse tutti i porti tranne Canton alla maggior parte degli occidentali. Per mantenere i "barbari" nell'area delle fattorie, fuori dai sobborghi cittadini occidentali, nel 1760, Hong Pan Zhencheng e altri Hong di Canton (nove in tutto se ci rifacciamo ai datti sotto riportati) si consorziarono nella corporazione poi nota come Cohong, intermediario unico tra il governo Qing e gli stranieri. I fondi degli Hong consorziati finanziarono una sede sociale, la "Consoo Hall", in Thirteen Factories Street, oltre a passaggi pedonali ed una nuova strada, poi ribattezzata dagli inglesi "China Street" ("Old China Street" dopo il 1822) perché zeppa di mercanti di porcellane, in cui i piccoli commercianti furono obbligati a trasferirsi per continuare a vendere ai "barbari". I commercianti stranieri, per la maggior parte stipendiati da compagnie commerciali monopolistiche, protestarono fortemente contro il controllo che il Cohong esercitava su prezzi, anticipi e tassi di cambio, prevedendo esiti nefasti, ma la corporazione contribuì invece a garantire che la produzione cinese soddisfacesse le esigenze dei commercianti stranieri (alcune navi erano state precedentemente obbligate ad aspettare anche un anno per essere completamente rifornite). Nel 1769, l'area delle fattorie fu ampliata per compensare l'estrema carenza d'appartamenti, portando così il numero complessivo degli stabilimenti (otto nel 1748) a diciassette entro il 1770, numero poi mantenuto fino al grande incendio del 1822.
La svolta al commercio cantonese arrivò con la scoperta della rotta delle Filippine che permetteva di svincolare i navigli dal monsone. Un primo impatto fu il ricorso a navi più veloci e piccole il cui carico richiedeva poche settimane e non 4 o 5 mesi come per i grandi bastimenti. Inglesi e statunitensi divennero allora una presenza stabile a Canton, sia sotto forma di navi all'ancora al largo di Pazhou sia di supercargo e personale presso le fattorie. Durante gli anni 1780, gli spagnoli fecero lo stesso, inviando in Cina da Manila diverse navi e non più un unico convoglio di galeoni come fatto in precedenza ed aprendo a Canton una fabbrica permanente nel 1788. Nella pratica, i supercargo di corso seguitarono a preferire Macao come residenza estiva, lasciando fissi a Canton, per la gestione dei traffici fuori stagione, ufficiali più giovani.
Il 13 febbraio 1815, un incendio minacciò la Fattoria inglese ma fu domato senza che intaccasse profondamente lo stabilimento, a discapito però di alcuni negozi di Hog Lane e Thirteen Hog Street. Nel 1822, come anticipato, un devastante incendio flagellò l'intero quartiere, costringendo i mercanti, "barbari" e cinesi, ad un'importante opera di ricostruzione e riassetto urbanistico.
Nel 1835, il medico missionario Peter Parker aprì un ospedale oftalmico a Canton. Parker commissionò poi a Lam Qua, un pittore cinese di formazione occidentale della zona, i ritratti preoperatori dei pazienti affetti da grandi tumori o altre gravi deformità.
La vigorosa repressione del commercio di oppio britannico da parte del viceré Lin Zexu innescò la catena di eventi degenerati nella Prima guerra dell'oppio (1839–1842), durante la quale le fattorie cantonesi furono rase al suolo. Il successivo Trattato di Nanchino (1842), il primo dei c.d. "Trattati iniqui" che declassarono la Cina sino alla seconda metà del XX secolo, costrinse i Qing a cedere Hong Kong agli inglesi e ad aprire loro nuovi scali, i c.d. "Porti del trattato": Shanghai, Ningbo, Xiamen ("Amoy") e Fuzhou ("Fuchow"). Il trattato garantì ai britannici anche l'accesso intramurario a Canton ma i viceré seppero addurre pretesti per evitare che tale concessione venisse messa in atto. Le fattorie furono ricostruite nella loro posizione originaria ma, data la loro ormai ridotta importanza, sarebbero state ricostruite dopo la loro ennesima distruzione durante la Seconda Guerra dell'Oppio (1856–1860). I commercianti stranieri si spostarono allora prima sull'isola di Henan, sull'altra sponda del Fiume delle Perle, e poi (post 1856) costruirono una nuova enclave sul banco di sabbia di Shamian a sud della periferia occidentale della città.

## Descrizione

### Organizzazione
Le Tredici fattorie, vigente il Sistema di Canton (1757–1842), costituivano una enclave di occidentali fuori dalle mura di Canton che lo storico Jacques Downs chiamò il «ghetto d'oro». I mercanti stranieri erano obbligati a viverci ed a condurvi i loro affari ma la comunità che vi si sviluppò crebbe affiata.
Entro il perimetro dell'enclave risiedevano però anche dei cantonesi. Vi si trovava infatti la sede del Cohong, la c.d. "Consoo Hall" (su Thirteen Factories Street, in linea d'aria con la Fattoria USA.), e del Hoppo, oltre ai negozianti al dettaglio che vendevano porcellane e quant'altro agli stranieri sistemati lungo Thirteen Factories Street e Old China Street.
Lo Hoppo era invece incaricato dall'imperatore di sovrintendere alla tassazione e alla riscossione dei dazi e di supervisionare le controversie tra i mercanti, al fine d'impedire che tali incombenze risalissero la scala burocratica giungendo sino a Pechino.

### Architettura

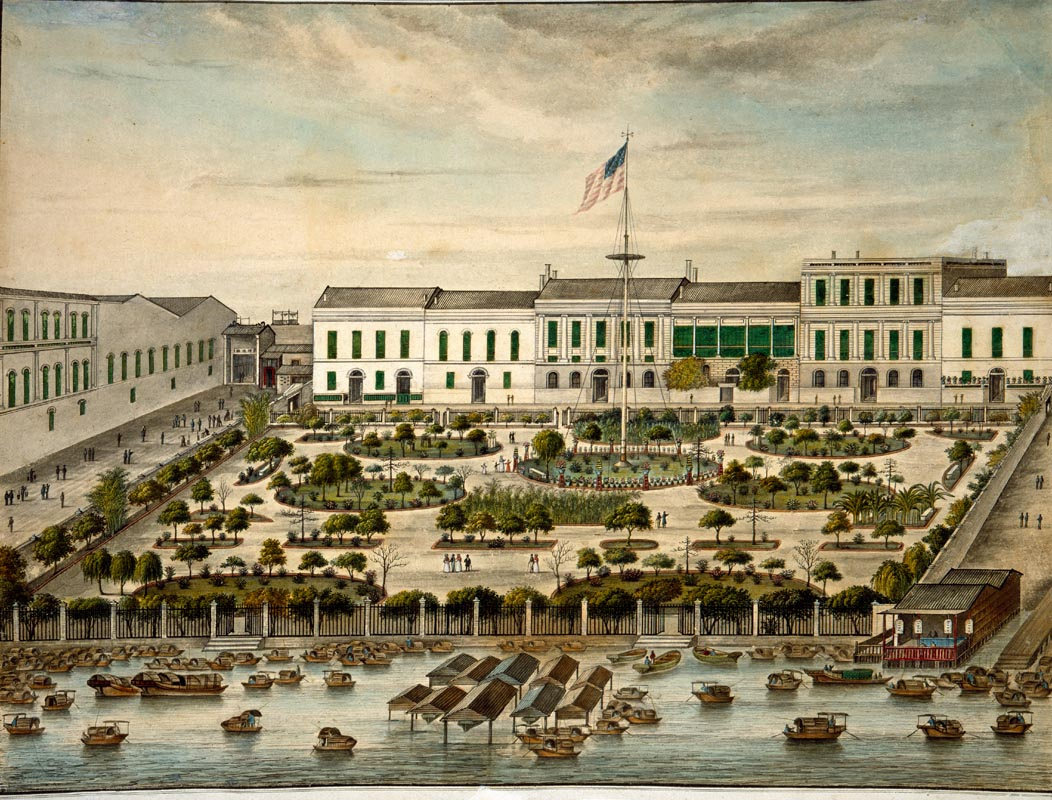
Il "Giardino Americano" di Canton, lungo il Fiume delle Perle (c. 1845).
Il giardino occupava la porzione di riva fluviale dirimpetto alle fattorie americana, svedese, austriaca, inglese (vecchia sede) e chow-chow.

I mercanti occidentali potevano occupare edifici a due o tre piani arretrati di circa 100 iarde (91 m) dal fiume. Ogni fattoria comprendeva un certo numero di appartamenti, descrittici come spaziosi, ben areati e financo dotati di terrazze loggiate, collocati nei piani superiori essendo il pianterreno destinato ai magazzini, alla tesoreria ed ai locali di servizio (es. le cucine). Il piazzale antistante la fattoria era recintato e l'accesso dei cinesi vi era limitato. Non essendoci pozzi né acqua corrente, i servi cinesi venivano pertanto utilizzati per portare l'acqua potabile, lavare e svuotare i vasi da notte delle fattorie.
Le facciate degli edifici utilizzavano disegni classici occidentali (es. la Vecchia fattoria inglese aveva una facciata palladiana) mentre la loro struttura e la ripartizione degli spazi si rifaceva a modelli dell'architettura cinese: cortili, corridoi lunghi e stretti con stanze su entrambi i lati, ecc. Grazie alle testimonianze artistiche cinesi degli anni 1830, sappiamo che l'accesso alle vie che tagliavano trasversalmente gli stabilimenti (fond. Old China Street e New China Street) era marcato da un grande cancello archi-voltato in stile cinese (Paifang). I materiali da costruzione erano locali, come mattoni e tetti di tegole, mentre finestre e scalinate erano di manifattura britannica. Il lungo-fiume compreso tra la Fattoria USA e la Nuova fattoria Inglese era, nella seconda metà dell'Ottocento, ingentilito da due parchi, chiamati rispettivamente American Garden (O) e English Garden (E).

### Urbanistica

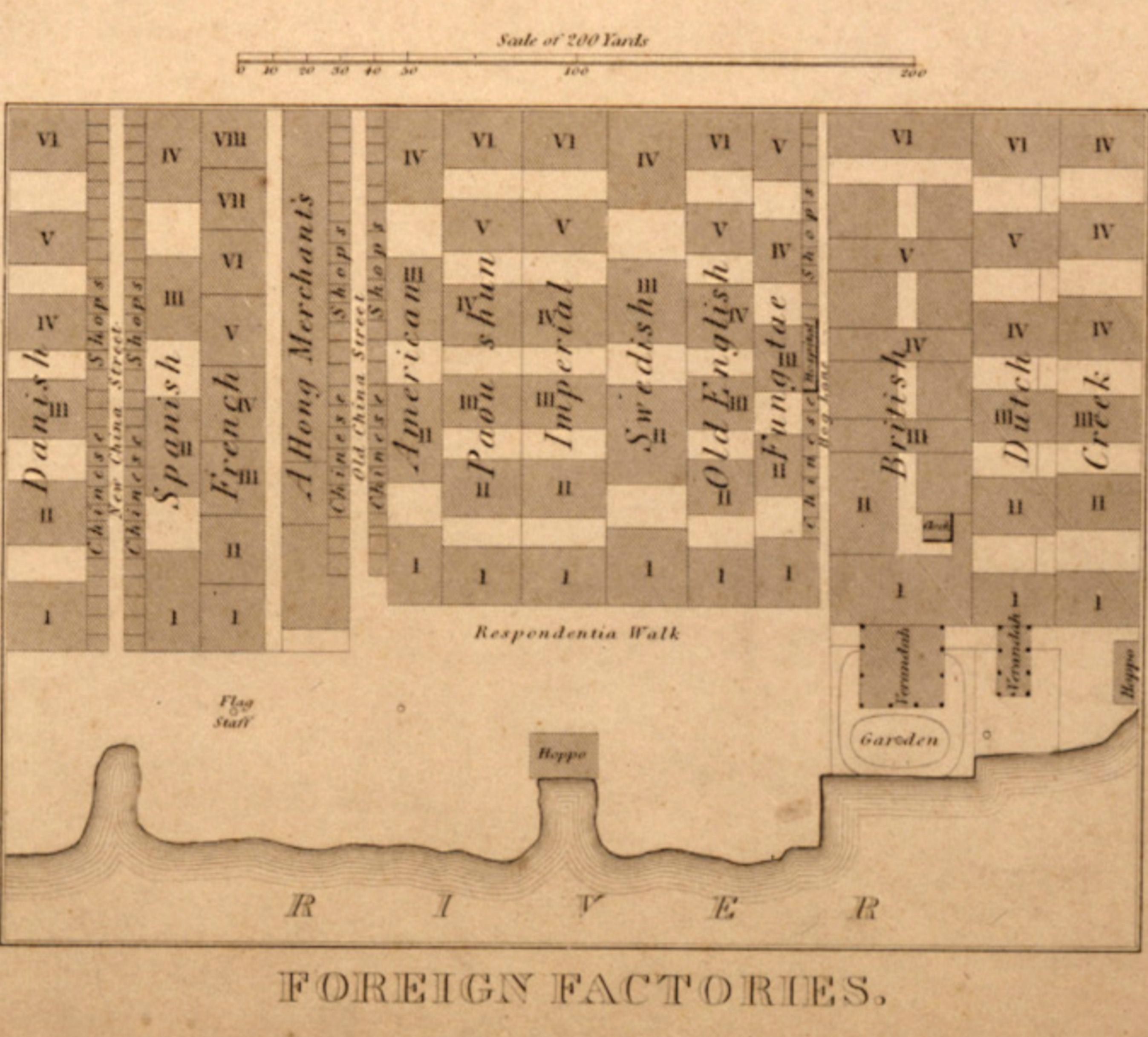
Mappa degli stabilimenti di Canton - ill. di W. Bramston (1840).

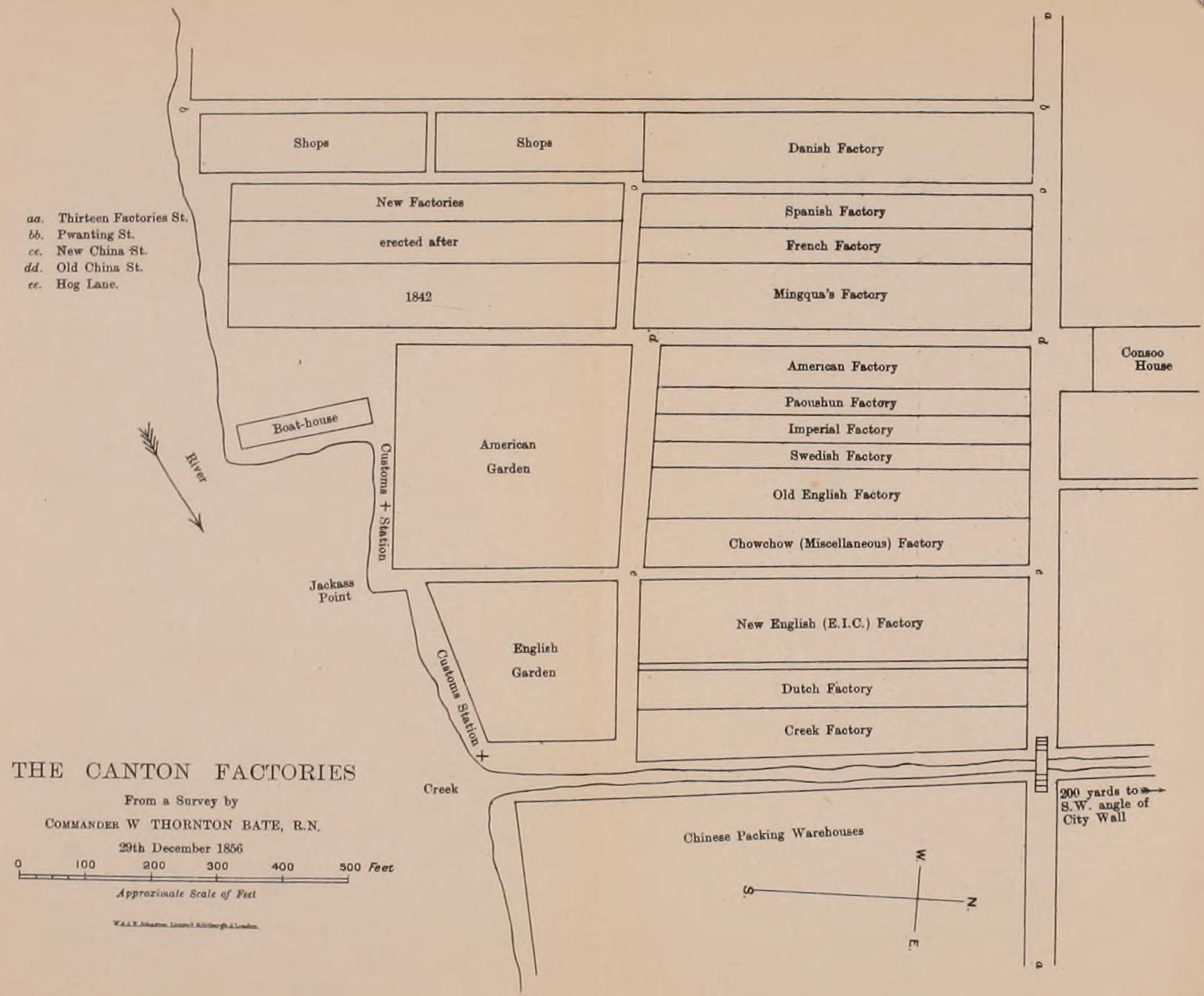
Mappa degli stabilimenti di Canton poco prima dell'incendio del 1856 - ill. in Morse 1910.

L'area occupata dagli stabilimenti commerciali era delimitata a nord da Thirteen Factory Street (anche nota come "Thirteen Hog Street"), a ovest da Pwanting Street e a est da un piccolo torrente. Old China Street, New China Street e Hog Lane (la più antica delle vie del quartiere, databile forse agli anni 1740) dividevano i gruppi di fattorie l'uno dall'altro ed erano fiancheggiate da negozi al dettaglio che vendevano un'ampia varietà di prodotti cinesi. Il citato studio oftalmico di Peter Parker si trovava al n. 3 di Hog Lane.
Questa disposizione urbanistica del quartiere fu raggiunta solo dopo l'incendio del 1822 quando, durante la ricostruzione degli stabilimenti, fu realizzata ex-novo New China Street e Old China Street (precedentemente nota come China Street) fu ampliata per dare più spazio ai negozi al dettaglio. Sempre durante la ristrutturazione del '22, la Fattoria USA ebbe modo di espandersi ai danni d'una precedente struttura non ricostruita.
Il numero esatto delle fattorie variò nel corso degli anni salvo stabilizzarsi a 17/18 all'inizio del XIX secolo. Dopo l'incendio del 1822 e la relativa ricostruzione, le fattorie divennero 13, come nel seguito indicato (da est a ovest):
| Traduzione italiana                                   | Nome cinese      | Nome cinese      | Nome cantonese    | Nome cantonese                  |
| Traduzione italiana                                   | Caratteri cinesi | Pinyin           | Caratteri cinesi  | traslitterazione Sidney Lau     |
| ----------------------------------------------------- | ---------------- | ---------------- | ----------------- | ------------------------------- |
| Fattoria Creek                                        | 小 溪 館         | Xiǎoxī Guǎn      | 怡 和 行          | Yi⁴ Wo⁴ Hong⁴                   |
| Fattoria olandese                                     | 荷 蘭 館         | Hélán Guǎn       | 集 義 行          | Jaap⁶ Yi⁶ Hong⁴                 |
| Fattoria britannica (Nuova fattoria inglese)          | 新 英 國 館      | Xīn Yīngguó Guǎn | 保 和 行          | Bo² Wo⁴ Hong⁴                   |
| Fattoria Fung-tae Fattoria Chow-Chow (Fattoria mista) | 炒 炒 館         | Chǎochǎo Guǎn    | 豐 泰 行 巴 斯 行 | Fung¹ Taai³ Hong⁴ Ba¹ Si¹ Hong⁴ |
| Vecchia fattoria inglese                              | 舊 英 國 館      | Jiù Yīngguó Guǎn | 隆 順 行          | Lung⁴ Sun⁶ Hong⁴                |
| Fattoria svedese                                      | 瑞 典 館         | Ruìdiǎn Guǎn     | 瑞 行             | Sui⁶ Hong⁴                      |
| Fattoria imperiale (i.e. austriaca)                   | 帝 國 館         | Dìguó Guǎn       | 孖 鹰 行          | Ma¹ Ying¹ Hong⁴                 |
| Fattoria Paoushun                                     | 寶 順 館         | Bǎoshùn Guǎn     | 寶 順 行          | Bo² Sun⁶ Hong⁴                  |
| Fattoria americana                                    | 美 國 館         | Měiguó Guǎn      | 廣 源 行          | Gwong² Yuen⁴ Hong⁴              |
| Fattoria Mingqua                                      | 明 官 館         | Míngguān Guǎn    | 中 和 行          | Jung¹ Wo⁴ Hong⁴                 |
| Fattoria francese                                     | 法 蘭 西 館      | Fǎlánxī Guǎn     | 高 公 行          | Go¹ Gung¹ Hong⁴                 |
| Fattoria spagnola                                     | 西 班 牙 館      | Xībānyá Guǎn     | 大 呂 宋 行       | Daai⁶ Lui⁵ Sung³ Hong⁴          |
| Fattoria danese                                       | 丹 麥 館         | Dānmài Guǎn      | 黃 旗 行          | Wong⁴ Kei⁴ Hong⁴                |

La Fattoria Chow-Chow era indirettamente collegata alla EIC.

## Lascito
L'ex sito delle Tredici fattorie oggi rientra nel "Parco culturale di Canton". Thirteen Factories Street, che correva a nord dell'enclave, è ora chiamata Shisanhang (Thirteen Factories) Road.

### Esplicative
1. ↑  Il commercio coreano e giapponese era organizzato separatamente a Zhapu, nello Zhejiang. I russi, a causa della loro presenza ai confini settentrionali della Cina, commerciavano prima a Pechino e poi a Kyakhta.
2. ↑  I negozi fiancheggiavano anche Thirteen Factories Street tra Hog Lane e China Street, creando un percorso a forma di ferro di cavallo lungo il quale commercianti e marinai potevano curiosare tra le merci in offerta - Van Dyke e Mok 2015, p. xviii.

### Bibliografiche
1. ↑   Disegno & Città / Drawing & City, su books.google.it. URL consultato il 10 gennaio 2025.
2. ↑  Tamura 1998.
3. 1 2 3 4 5  Van Dyke e Mok 2015, p. xv.
4. ↑  Van Dyke e Mok 2015, pp. xv-xvi.
5. 1 2 3 4 5 6  Van Dyke e Mok 2015, p. xvi.
6. ↑  (EN) Samuel M A Couling, Encyclopaedia Sinica, 1907,  p. 235.
7. ↑  (EN) Preston Torbert, The Chʻing Imperial Household Department, Harvard Univ Asia Center, 1977, 1977,  p. 99, ISBN 0674127617.
8. ↑  Downs 2014, p. 24.
9. ↑  Gong 2006.
10. 1 2 3 4 5 6 7 8 9  Van Dyke e Mok 2015, p. xvii.
11. 1 2 3  Van Dyke e Mok 2015, p. 2.
12. 1 2  Van Dyke e Mok 2015, p. xix.
13. ↑  Van Dyke e Mok 2015, pp. xvii–xviii.
14. 1 2 3 4  Van Dyke e Mok 2015, p. 1.
15. ↑  Napier 1995, p. 58.
16. ↑  (ZH) Liang Jiabin, 廣東十三行考 [Indagine sulle Tredici fattorie], Guangdong People's Publishing, 1999.
17. ↑  (EN) Hosea Ballou Morse, The Chronicles of the East India Company Trading to China 1635–1834, vol. 1, Harvard University Press, 1926.
18. ↑  (ZH) Hsien-chuan Liao, 論清代行商制度與貿易發展的關係 [Il sistema Hong di Canton e lo sviluppo commerciale nella dinastia Qing : uno studio] (PDF), su cd.dyu.edu.tw, Taiwan, Taipei, Chinese Culture University. URL consultato il 31 gennaio 2014.
19. 1 2  Van Dyke e Mok 2015, p. xx.
20. ↑  Kjellberg 1975, p. 99.
21. 1 2  Van Dyke e Mok 2015, p. 78.
22. 1 2  Key, Callahan e Walters 1986.
23. ↑  Downs 2014, p. 4.
24. 1 2  Van Dyke e Mok 2015, p. 90.
25. ↑  Downs 2014, p. 27.
26. ↑  Van Dyke e Mok 2015, pp. 96-97 - fig. F30-F31.
27. ↑  Perdue 2011.
28. ↑  Van Dyke e Mok 2015, p. 83.
29. 1 2  Van Dyke e Mok 2015, p. 96.
30. ↑  Roberts 1837, p. 129.

### Fonti
- (EN) Edmund Roberts, Embassy to the Eastern Courts of Cochin-China, Siam, and Muscat in the U.S. Sloop-of-war Peacock, Harper & Brothers, 1837, ISBN 9780608404066.

### Studi
- (EN) Dilip K Basu, Chinese Xenology and the Opium War: Reflections on Sinocentrism, in The Journal of Asian Studies, vol. 73, n. 4, 2014,  pp. 927-940.
- (EN) Jacques M. Downs, The Golden Ghetto: The American Commercial Community at Canton and the Shaping of American China Policy, 1784-1844, Rist. Hong Kong University Press, Bethlehem, PA, Lehigh University Press, 2014  [1997], ISBN 0934223351.
- (EN) Yibing Gong, The Circulation of Foreign Silver Coins in Southern Coastal Provinces of China 1790-1890, Hong Kong, University of Hong Kong, 2006.
- (EN) J.D. Key, J.A. Callahan e W. Walters, Hog Lane Surgery (Ophthalmic Hospital, Canton, China), in Minn Med., vol. 2, 1986,  pp. 98-100, DOI:10.1136/bmj.2.6027.98, PMC 1687792, PMID 6111.
- (SV) Sven T. Kjellberg, Svenska Ostindiska Compagnierna 1731–1813: Kryddor, Te, Porslin, Siden [The Swedish East India Company 1731–1813: Spice, Tea, Porcelain, Silk], 2. ed., Malmö, Allhem, 1975, ISBN 91-7004-058-3. URL consultato il 24 settembre 2014.
- (EN) Hosea Ballou Morse, The International Relations of the Chinese Empire, New York, Paragon Book Gallery, 1910.
- (EN) Priscilla Napier, Barbarian Eye, Londra, Brassey's, 1995.
- (EN) Peter C. Perdue, Rise & Fall of the Canton Trade System, in MIT Visualising Cultures, vol. 2014, 2011.
- (EN) Eileen Tamura, China: Understanding its Past, University of Hawaii, 1998, ISBN 0-8248-1923-3.
- (EN) Paul Arthur Van Dyke e Maria Kar-wing Mok, Images of the Canton Factories 1760–1822: Reading History in Art (PDF), Hong Kong, Hong Kong University Press, 2015, ISBN 9789888208555.
- (EN) Paul Arthur Van Dyke, Merchants of Canton and Macao: Politics and Strategies in Eighteenth-Century Chinese Trade, Hong Kong University Press, 2011, ISBN 9789888028917.
- (EN) Paul Arthur Van Dyke, The Canton Trade: Life and Enterprise on the China Coast, 1700–1845, Hong Kong University Press, 2005, ISBN 962-209-749-9.